# Санкт-Пельтен (футбольний клуб)
«Санкт-Пельтен» (нім. Sportklub Niederösterreich St. Pölten) — австрійський футбольний клуб з однойменного міста. Заснований у червні 2000 року.

## Досягнення
- Фіналіст кубка Австрії: 2013–14

## Виступи в єврокубках
| Сезон   | Турнір           | Раунд | Клуб            | Вдома | В гостях | Рахунок |
| ------- | ---------------- | ----- | --------------- | ----- | -------- | ------- |
| 2014–15 | Ліга Європи УЄФА | 2Q    | Ботев (Пловдив) | 2–0   | 1–2      | 3–2     |
| 2014–15 | Ліга Європи УЄФА | 3Q    | ПСВ             | 2–3   | 0–1      | 2–4     |

Примітки
- 2Q: Другий кваліфікаційний раунд
- 3Q: Третій кваліфікаційний раунд